# Vélizy-Villacoublay
Vélizy-Villacoublay este un oraș în Franța, în departamentul Yvelines, în regiunea Île-de-France. Orașul găzduiește Institut des sciences et techniques des Yvelines.
1. ↑  French National Directory of Representatives, accesat în 15 martie 2019
2. ↑  répertoire géographique des communes, accesat în 26 octombrie 2015
3. ↑  dataset of postal codes in France, 1 octombrie 2018